# Termunterzijl
Termunterzijl (Gronings: Ziel) is een dorp in de gemeente Eemsdelta in de Nederlandse provincie Groningen. Het is gelegen aan de Eemsmonding, ten (zuid)oosten van Delfzijl en ten zuidwesten van Emden. Het dorp telt 305 inwoners (2023). Het behoorde vanouds tot het kerspel Termunten.

## Geschiedenis
Het dorp is ontstaan nadat in 1601 in het Termunterzijldiep een sluis werd gelegd. Hier eindigde ook de Stadsweg die de stad Groningen via Appingedam, Farmsum en de Oosterhoek verbond met Oost-Friesland en kon men de reis naar Emden voortzetten per veerboot. 
Termunterzijl had een voorganger, een sluis die vlak bij het dorp Termunten in de monding van de Munter Ae lag. De sluis werd in 1553 afgedamd, in 1565 was sprake van de Olde Munterzyl. Spaanse troepen legden hier in 1584 een schans aan,  de Termuntersile scanze, die later weer werd geslecht.
In de 17e eeuw was Termunterzijl een levendig handelsplaatsje. Er was de nodige nijverheid, waaronder een oliemolen en in 1727 een pelmolen. Ook woonden er een of meer houthandelaren.
De school wordt voor het eerst genoemd in 1641; de onderwijzer werd betaald uit de provinciekas. Deze school bleef vermoedelijk bestaan tot 1814, toen in Termunten een nieuwe dorpsschool werd gebouwd ter vervanging van de oude school bij de kerk. In 1850 werd opnieuw een bijzondere school in Termunterzijl gesticht, die in 1877 door de gemeente werd overgenomen.
Verder bevond zich in Termunterzijl een vermaanhuis (schuilkerk) van de doopsgezinden, genoemd in 1671 en behorend tot de strenge richting der Groninger Oude Vlamingen.
Tijdens de Sint-Maartensvloed van 1686 werd  het dorp nagenoeg met de grond gelijk gemaakt en kwamen bijna alle inwoners om  In 1725 werd in opdracht van de stad Groningen onder leiding van stadsbouwmeester Anthony Verburgh een nieuwe sluis gelegd met een sierlijk borstwering: de Boog van Ziel.
Aan het einde van de Franse tijd was Termunterzijl van militair belang omdat er een batterij gelegerd was voor het beleg van Delfzijl (1813-1814). Rond het midden van de 19e eeuw was het een vissers- en handelsplaats. De groei van Termunterzijl als handelsplaats was voor een belangrijk deel te danken aan de bloei van de veenkoloniale scheepvaart. In 1802 verrees hier de zaagmolen De Hoop, die in 1830 tevens werd voorzien van pelstenen; hij werd na 1894 werd afgebroken. Ten zuiden van het dorpstonden verder twee steenfabrieken aan het Termunterzijldiep.
In de laatste decennia van de twintigste eeuw werd de recreatieve scheepvaart belangrijk voor de haven. Bij de verhoging van de dijken op deltahoogte in 1972 werden een nieuwe sluis en een buitendijkse stormvloedkering aangelegd. In 2000 kwam het Gemaal Rozema klaar. Ook het oude Gemaal Cremer uit 1930-31 is met de status van rijksmonument nog aanwezig.
Tussen 1919 en 1948 liep door Termunterzijl de tramlijn Winschoten - Delfzijl van de Stoomtramweg-Maatschappij Oostelijk Groningen.
In 1990 werd de gemeente Termunten, waartoe Termunterzijl behoorde, bij de gemeente Delfzijl gevoegd.
Tot de bezittingen van het Termunterzijlvest behoorden nog in 1832 het Termunterzijldiep en het Hondshalstermaar, de grenssloot tussen het Oldambt en Fivelingo en verder een woning met een perceel land te Termunterzijl en enkele landerijen langs het Termunterzijldiep.
Op het perceel de Bultvenne te Termunterzijl lag een grafheuvel uit de 8e eeuw, die vanaf 1782 werd afgegraven. Daarbij zijn verschillende vondsten gedaan, waaronder zwaarden en een paardengraf.

## Toerisme
Termunterzijl heeft een beschermd dorpsgezicht. Boven het oude zijl staat de Boog van Ziel: de brug uit 1725 boven de oude sluis, die versierd is met de wapens van de zijlvesten en zijlvesters van Groningen en uit het Oldambt. Door het dorp loopt de Internationale Dollardroute. Bij het dorp is een zandstrand voor recreatie aangelegd.

## Geboren in Termunterzijl
- Jan Arkema (1791-1863), burgemeester (van Warffum) en chirurgijn
- Wia Buze (1970), zangeres

## Fotogalerij
| - Termunterzijl - Nieuwe sluis met op achtergrond gemaal Rozema (2010) - Binnen(jacht)haven (2010) - Buitengaats (2010) - Zeedijk (2010) - Zeedijk trap naar camping (2010) - Het nieuwe gemaal Rozema dat in 2000 gemaal Cremer verving |

Groningen: Steden en dorpen      Nederland: Provincies · Gemeenten